# Фредерик Шрам
Фредерик Аугуст Албрехт Шрам (дан. Frederik August Albrecht Schram‎‎; Драгер, 19. јануар 1995) професионални је исландски фудбалер који игра на позицији голмана.

## Клупска каријера
Као омладинац Шрам је играо за екипу данског Оденсеа, а у профсионалној конкуренцији дебитовао је као голман тада прволигаша Вестшеланда из Слагелсеа. Током две сезоне колико је провео у клубу није добио ни једну праву прилику за доказивање, те је у априлу 2016. као слободан играч прешао у редове друголигаша Роскилдеа из истоименог града. 

## Репрезентативна каријера
Шрам је рођен у мешовитој данско-исландској породици и као држављанин обе земље имао је право да бира за који тим ће наступати. На крају се одлучио да наступа за Исланд, домовину своје мајке, за који је играо у свим млађим репрезентативним селекцијама. 
За сениорску репрезентацију Исланда дебитовао је 8. фебруара 2017. у пријатељској утакмици са селекцијом Мексика. У наредних неколико месеци одиграо је још две пријатељске утакмице против Перуа и Норвешке, а потом га је селектор Хејмир Халгримсон уврстио на списак играча за Светско првенство 2018. у Русији. Шрам је у Русији ипак имао улогу трећег голмана и самим тим није одиграо ни један минут на једној од три утакмице Исланда у групи Д.